# Gaziantepspor
Gaziantepspor är en fotbollsklubb från Gaziantep, Turkiet.

## Kända spelare genom åren
- Ayhan Akman
- Bekir İrtegün
- Ergün Penbe
- Fatih Tekke
- Gökhan Zan
- İbrahim Toraman
- İbrahim Üzülmez
- İsmail Köybaşı
- Olcan Adın
- Ömer Çatkıç
- Tolga Seyhan
- André Macanga
- Ismael Sosa
- Christian Rodrigo Zurita
- Elvir Bolić
- Kenan Hasagić
- Almir
- Ivan
- Jorginho
- Júlio César
- Júlio César
- Lima
- Rodrigo Tabata
- Viola
- Wágner
- Zdravko Lazarov
- Ivelin Popov
- Kaba Diawara
- Samuel Johnson
- Yaw Preko
- Armand Deumi
- Dany Nounkeu
- Stjepan Tomas
- Žydrūnas Karčemarskas
- Antonio de Nigris
- Nikola Drinčić
- Riadh Bouazizi
- Ziad Jaziri
- Maksim Romaschenko
- Ekrem Dağ
- Roland Linz